# Moseten-Sprachen
Die Mosetén-Sprachen oder Mosetén-Chimané-Sprachen sind eine kleine Gruppe ansonsten isolierter Sprachen, die in Bolivien gesprochen werden. Sie besteht aus den Sprachen Mosetén und Chimané, die in den Departamentos La Paz und Beni gemäß der Volkszählung von 2012 von etwa 1500 bzw. 12.000 Personen (davon von etwa 800 bzw. 11.000 als Erstsprache) gesprochen wird.
Die bolivianische Verfassung von 2009 erkennt beide Sprachen als offizielle indigene Sprachen an.

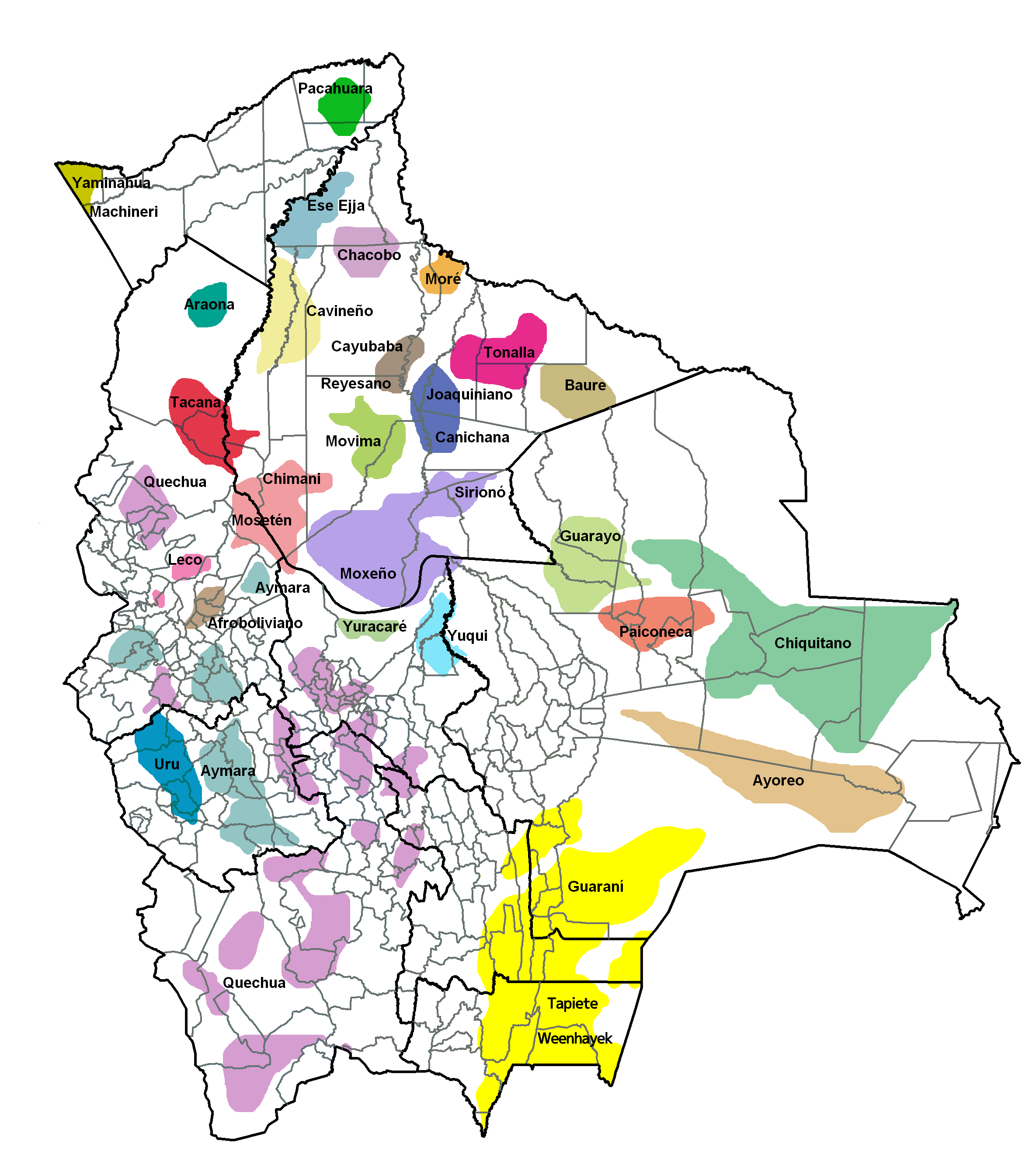

## Aktuelle Situation
Mosetén und Chimané werden vor allem aus außerlinguistischen Gründen als verschiedene Sprachen betrachtet. Die Sprecher der beiden Sprachen betrachten sich selbst als Mosetén bzw. Chimané, auch wenn ihnen die enge Verwandtschaft der beiden Ethnien und die teilweise gegenseitige Verständlichkeit der Sprachen bewusst sind.
Das Mosetén unterteilt sich in zwei Hauptvarietäten: Das Mosetén von Covendo und das von Santa Ana de Mosetenes im Departamento La Paz. Beide werden jeweils in der Umgebung der gleichnamigen Ortschaften gesprochen. Das Chimané wird in der Umgebung von San Borja im Departamento Beni gesprochen. Der Dialekt von Santa Ana steht sprachlich zwischen dem von Covendo und dem Chimané und ist mit beiden Dialekten wechselseitig verständlich, während zwischen dem Chimané und dem Mosetén von Covendo nur eingeschränkte Kommunikation möglich ist.
Im Gegensatz zum Mosetén und den meisten anderen Sprachen des bolivianischen Tieflands nimmt die Sprecherzahl des Chimané stetig zu. Von den laut Volkszählung 12.000 Sprechern ist die Mehrzahl einsprachig, auch wenn in jüngster Zeit zahlreiche jüngere Sprecher Spanisch als Zweitsprache sprechen. An zahlreichen Schulen wird Chimané als Unterrichtssprache verwendet. Diese werden von der US-amerikanischen evangelikalen New Tribes Mission und von der Selbstverwaltung der Chimané, dem Gran Consejo Tsimane' geleitet. Es existiert auch umfangreiches Lehrmaterial und eine Grammatik für angehende Missionare auf Chimané.
Das Mosetén hingegen hat nur noch etwa 1500 Sprecher. Die Kinder besuchen staatliche Schulen, auf denen der Unterricht ausschließlich auf Spanisch stattfindet. Alle Angehörigen der Ehnie beherrschen auch Spanisch als Erst- oder Zweitsprache und die meisten Kinder wachsen mit Spanisch als einziger Sprache auf.

## Klassifikation
Es konnte bisher noch keine Verwandtschaft der Mosetén-Sprachen mit anderen Südamerikanischen Sprachfamilien nachgewiesen werden. Es gab verschiedene Versuche, Verbindungen zu den Pano-Sprachen, den Chon-Sprachen, den Peba-Yagua-Sprachen und den Uru-Chipaya-Sprachen herzustellen. Diese basierten jedoch vorwiegend auf Wörterlisten und weisen somit eher auf Sprachkontakt und Wortentlehnungen denn auf genetische Verwandtschaft hin.
Untersuchungen der DNS ergaben klare Verbindungen der Mosetén-Chimané zu den Quechua (Volk) und auch Einflüsse der Quechua-Sprache in Wortschatz und Morphologie sind umfangreich nachgewiesen. So geht das Vorhandensein eines inklusiven und exklusiven Wir möglicherweise auf das Quechua zurück.

### Einzelsprachen
Nach Adelaar besteht die Mosetén-Sprachfamilie aus folgenden Sprachen
- Mosetén de Santa Ana
- Mosetén de Covendo
- Chimané oder Tsimane'

Sakel hingegen bevorzugt die Einteilung in zwei Sprachen, Mosetén (mit den og. zwei Dialekten) und Chimané.

## Lautsystem (Phonologie)

### Vokale
Die Mosetén-Sprachen verfügen über fünf bis sechs Vokalphoneme, je nachdem, welcher Dialekt betrachtet wird. Im Mosetén von Covendo gibt es folgende Phoneme:
|                     | vorne | zentral | hinten |
| ------------------- | ----- | ------- | ------ |
| Geschlossener Vokal | i/ĩ   |         |        |
| Mittlerer Vokal     | e/ẽ   | ə/ə̃     | o/õ    |
| Offener Vokal       |       | a/ã     |        |
Im Mosetén von Santa Ana und im Chimané finden sich folgende Vokale:
|                     | vorne | zentral | hinten |
| ------------------- | ----- | ------- | ------ |
| Geschlossener Vokal | i/ĩ   | ɨ/ɨ̃     |        |
| Mittlerer Vokal     | e/ẽ   | ə/ə̃     | o/õ    |
| Offener Vokal       |       | a/ã     |        |

### Konsonanten
Die Mosetén-Sprachen verfügen über folgende Konsonanten:
|           |           | labial | alveolar | palatal | velar | glottal |
| --------- | --------- | ------ | -------- | ------- | ----- | ------- |
| Plosiv    | stimmlos  | p      | t, tj    |         | k     | ʔ       |
| Plosiv    | aspiriert | ph     |          |         | kh    |         |
| Plosiv    | stimmhaft | b      | d, dj    |         |       |         |
| Frikativ  | Frikativ  | f      | s        | ʃ       |       | h       |
| Affrikate | stimmlos  |        | ts       | tʃ      |       |         |
| Affrikate | aspiriert |        | tsh      | tʃh     |       |         |
| Nasal     | Nasal     | m      | n        | ɲ       |       |         |
| Vibrant   | Vibrant   |        | r        |         |       |         |
| Halbvokal | Halbvokal |        | ʋ        | j       |       |         |

### Bibliographie
- Willem Adelaar: The Languages of the Andes. Cambridge University Press, 2004, ISBN 0-521-36275-X.
- Wayne Gill: A pedagogical grammar of the chimane (tsimane) language. Misión Evangélica Nuevas Tribus, Bolivia 1999. (Unveröffentlichtes Manuskript)
- Jeanette Sakel: Mosetén y Chimane (Tsimane’). In: Mily Crevels, Pieter Muysken (Hrsg.): Lenguas de Bolivia. Band 1: Ámbito andino. Plural editores, La Paz 2009, ISBN 978-99954-1-236-4, S. 333–375.